# Строганова, Евгения Нахимовна
Евге́ния Нахи́мовна Стро́ганова (урожденная Фре́нклах, род. 8 сентября 1952, Евпатория, СССР), — российский литературовед, доктор филологических наук, профессор. Основная сфера научных интересов — гендерные аспекты литературы, творчество русских писательниц XIX в., интертекстуальные связи русской литературы XIX в., творчество М. Е. Салтыкова-Щедрина, Л. Н. Толстого, источниковедение и комментирование, литературное краеведение.

## Биография
Родилась в 1952 году в г. Евпатории. После окончания школы в 1969 поступила на филологический факультет Крымского педагогического института, в 1970 перевелась в Калининский педагогический институт (преобразованный в 1971 году в университет) и в 1973 году окончила его с отличием. 1973—1974 учебный год преподавала русский язык и литературу в средней школе г. Кашина (Калининской области).
Свою научную деятельность начинала как лингвист. В 1974 году поступила в аспирантуру Калининского (ныне Тверского) государственного университета (ТвГУ) по специальности русский язык. С 1975 года работала в университете. С 1980 года преподавала на кафедре истории русской литературы. В 1987 году в МГУ им. М. В. Ломоносова защитила кандидатскую диссертацию "Пушкинские начала в «Войне и мире». С 1993 по 1995 работала в должности старшего научного сотрудника. В 1996 году в Новгородском государственном университете им. Ярослава Мудрого защитила докторскую диссертацию «„Чужое слово“ в творческом процессе: М. Е. Салтыков-Щедрин в диалоге с предшественниками и современниками». В 1997—2015 — профессор кафедры истории русской литературы, в 2012—2015— главный научный сотрудник Центра тверского краеведения и этнографии Тверского государственного университета. С 2015 года по настоящее время — профессор кафедры общего и славянского искусствознания Российского государственного университета им. А. Н. Косыгина (Москва).
В 1980—1990-х член базовой группы по изучению художественного творчества при Научном совете по комплексному изучению художественного творчества по истории мировой культуры РАН, член Щедринской комиссии РАН. Приглашенный профессор Фрайбургского университета им. Августа-Людвига (Германия, 2002—2015 гг.). Приглашенный профессор университета Тампере (Финляндия, 2006). Сотрудница Тверского центра женской истории и гендерных исследований (ЦЖИГИ, 1998—2015). Директор Тверской региональной общественной организации «Центр изучения и пропаганды женского творчества» (2003—2008). Член редколлегии журнала «Культура и текст» (Барнаул). Член ученого совета по защите кандидатских диссертаций при Тверском университете. Участница совместного немецко-российского проекта «Различение полов в культурологии», координатор трилатерального партнерского проекта (Германия  — Франция  — Россия) по проблемам гендерной дифференциации в культуре.

## Научная деятельность
Историко-литературные работы Е. Н. Строгановой посвящены прежде всего творчеству Л. Н. Толстого и М. Е. Салтыкова-Щедрина. С 1994 года фактически возглавляет научный проект по разработке проблем творчества М. Е. Салтыкова-Щедрина. Приоритетное место в научной и педагогической работе Е. Н. Строгановой занимают вопросы, связанные с гендерными аспектами изучения литературы и творчеством русских писательниц XIX в. Большой интерес представляют работы об И. П. Ювачеве, отце Даниила Хармса.

## Семья
Муж — доктор филологических наук, литературовед Михаил Викторович Строганов (род. 1952).
Сын —  журналист и гражданский активист Геннадий Михайлович Строганов.

## Почетные звания и награды
- Нагрудный знак «Почетный работник высшего профессионального образования Российской Федерации».
- Литературная премия имени М. Е. Салтыкова-Щедрина за большой вклад в изучение и пропаганду творчества М. Е. Салтыкова-Щедрина.

## Основные работы
- Пушкинские начала в «Войне и мире» Л. Н. Толстого : учебное пособие. Калинин, 1989.
- М. Е. Салтыков-Щедрин и Тверской край : библио-хронологический указатель. Тверь, 1991.
- История русской литературы последней трети XIX века : учебное пособие. Тверь, 2000.
- «Современная идиллия» М. Е. Салтыкова-Щедрина в литературном пространстве. Тверь, 2001.
- Роман М. Е. Салтыкова-Щедрина «Современная идиллия»: Диалог с современниками и предшественниками: монография. М., 2017.

## Редакторская деятельность
- Творчество М. Е. Салтыкова-Щедрина в историко-литературном контексте. Калинин, 1989.
- М. Е. Салтыков-Щедрин: проблемы мировоззрения, творчества, языка. Тверь, 1991.
- М. Е. Салтыков-Щедрин. Тверские страницы жизни. Тверь, 1996.
- М. Е. Салтыков-Щедрин в зеркале исследовательских пристрастий. Тверь, 1996. (совм. с Р. Д. Кузнецовой).
- Женские и гендерные исследования в Тверском государственном университете. Тверь, 2000.
- Пути и перспективы интеграции гендерных методов в преподавание социально-гуманитарных дисциплин. Материалы научной конференции. Тверь, 2000.
- Щедринский сборник : статьи, публикации, библиография. Тверь, 2001.
- «Другая» литература: Женская проза XIX века : пособие по спецкурсу. Тверь, 2002.
- Щедринский сборник. Вып. 2. Тверь, 2003.
- Задушевное слово : произведения русских писательниц второй половины XIX — начала XX века : для младшего и среднего школьного возраста. Тверь, 2004.
- Русские писательницы первой половины XIX века : пособие для факультативных занятий по литературе в 10 классе. Тверь, 2004.
- Русская литература XIX века в гендерном измерении : опыт коллективного исследования. Тверь, 2004.
- Женский вызов : русские писательницы XIX — начала XX века. Тверь, 2006. (совм. с Элизабет Шоре).
- Русские писательницы XIX — начала XX века : тексты и судьбы : учебное пособие по спецкурсу / сост. Е. Н. Строганова, Н. И. Павлова. Тверь, 2006.
- Свешникова Е. П. О детях и взрослых : статьи, рассказы, библиография / изд. подготовлено Е. Н. Строгановой, Т. А. Ильиной, Н. В. Острейковской. Тверь, 2007.
- Задушевное слово : произведения русских писательниц второй половины XIX — начала XX века. Выпуск II : для дошкольного, младшего и среднего школьного возраста / изд. подготовлено Е. Н. Строгановой, С. Н. Воробьевой, А. С. Сафоновой. Тверь, 2008.
- Женская проза XIX века  : собрание текстов / рук. проекта Е. Н. Строганова. Тверь, 2008.
- Щедринский сборник. Вып. 3. Тверь, 2009.
- Литература в системе культуры : сборник материалов научно-практической конференции. Тверь, 2012.
- Щедринский сборник. Вып. 4: Статьи. Публикации. Материалы энциклопедии = Культура и текст: сетевой научный журнал. Барнаул: АлтГПА, 2015. № 4 (22). URL: http://www.ct.uni-altai.ru/.
- Щедринский сборник. Вып. 5: М. Е. Салтыков-Щедрин в контексте времени. М., 2016.

## Подготовка текста и комментирование
- Из ранних лет Даниила Хармса (архивные материалы) // Новое литературное обозрение. 1994. № 6.
- Подготовка текста воспоминаний В. А. Никольского «В нашей буче…» // Лица филологов : из истории кафедры литературы. 1919—1986. Тверь, 1998.
- Подготовка публикации документальных материалов о В. Я. Гнатюке // Лица филологов : из истории кафедры литературы. 1919—1986. Тверь, 1998.
- Любовные похождения и военные походы А. Н. Вульфа. Дневник 1827—1842. Тверь, 1999 (сост., подготовка текста, предисл., коммент. — совм. с М. В. Строгановым).
- Ермаков И. Д. Психоанализ литературы. Пушкин. Гоголь. Достоевский. М., 1999 (подготовка текста и коммент. к разделу «Ф. М. Достоевский. Он и его произведения)».
- «Мне кажется, я люблю и любил её искренно…» : эпистолярный дневник Ивана Ювачева // Новый мир. 2001. № 6.
- М. К. Цебрикова. Русские женщины-писательницы // Женский вызов : русские писательницы XIX — начала XX века. Тверь, 2006. подгот. текста, предисл., прим.).
- Вл. В. Гиппиус. Женский вызов // Женский вызов : русские писательницы XIX — начала XX века / Под ред. Евгении Строгановой и Элизабет Шоре. Тверь, 2006. (подгот. текста, предисл.)